# Rehacare

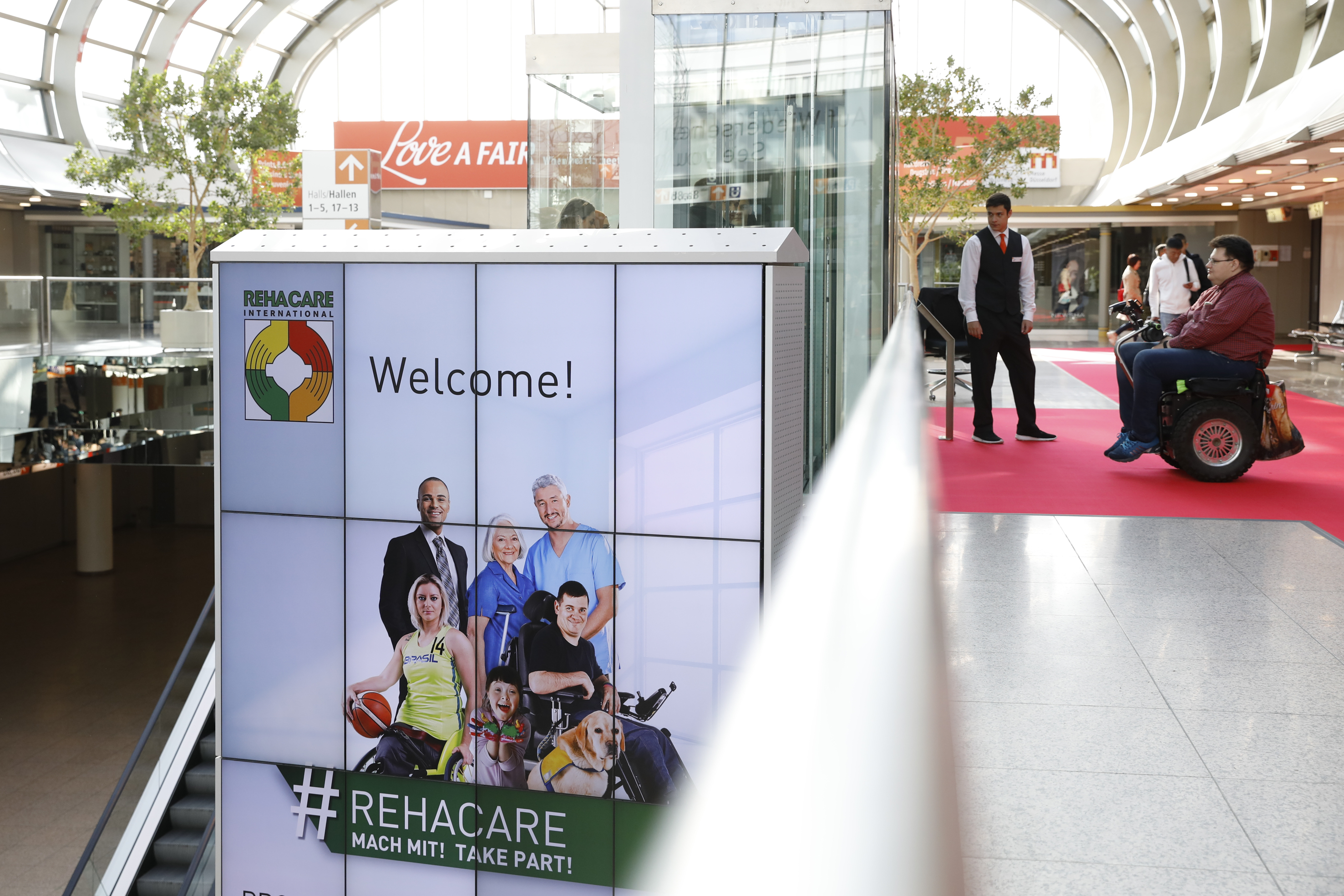
Eingangsbereich (2019)

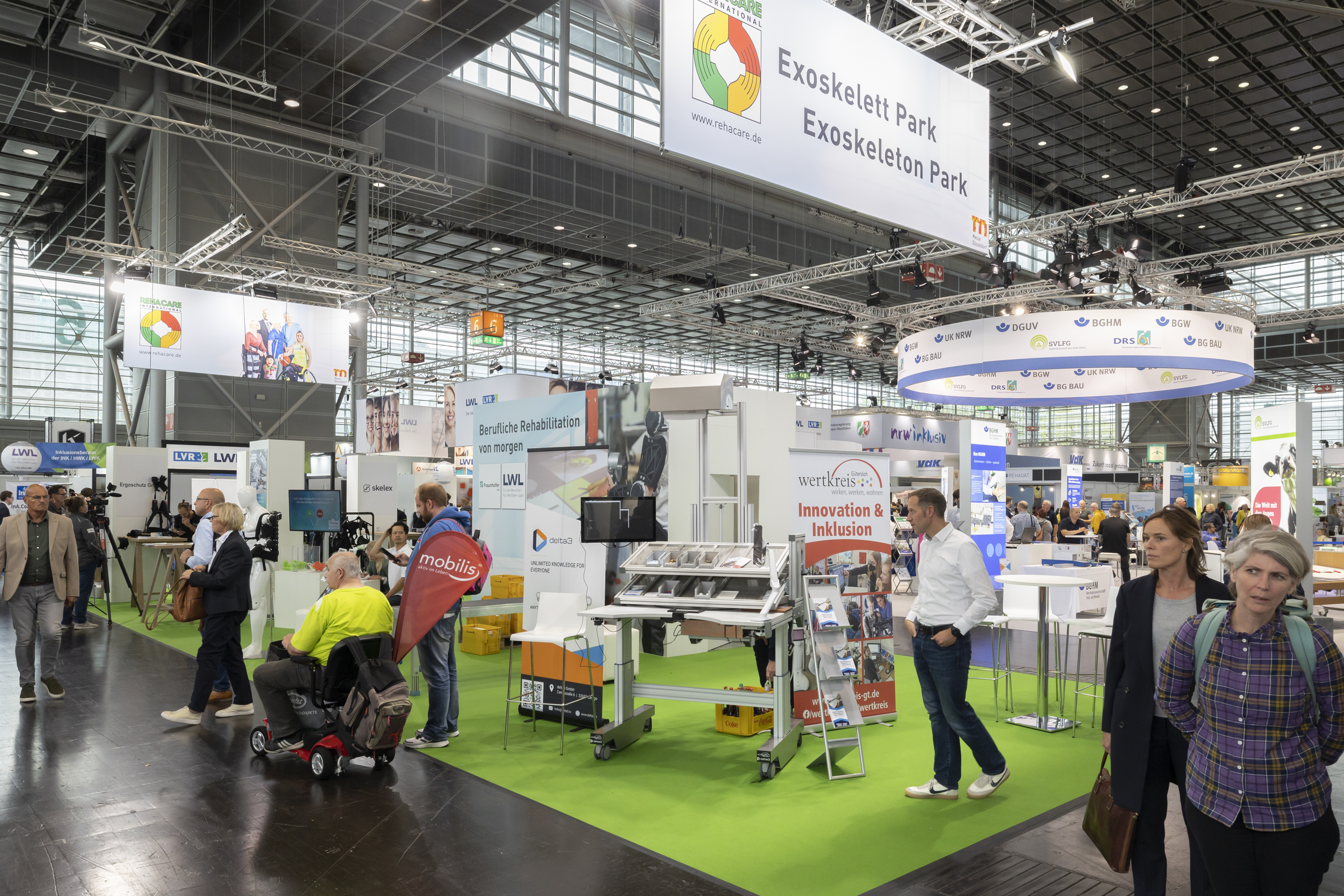
Stand im Exoskelett-Park (2022)

Die Rehacare (Eigenschreibweise REHACARE, früher RehaCare) ist eine internationale Fachmesse für Rehabilitation und Pflege. Sie nahm 1977 ihren Anfang und wird seit 1999 jährlich von der Messe Düsseldorf veranstaltet. Aussteller zeigen dort verschiedenste Hilfsmittel, unter anderem aus dem Bereich der Mobilität. Besucher sind Betroffene und Angehörige ebenso wie Experten und Unternehmensvertreter. Gemessen an der Aussteller- und Besucherzahl ist die Rehacare die größte Messe dieser Art.

## Geschichte

### Gründung der Messe
In den 1960er und 1970er Jahren beschleunigte sich die Entwicklung von Hilfsmitteln für Schwerbehinderte und Pflegebedürftige. Um Betroffenen einen besseren Überblick zu geben und den Austausch der Branche zu fördern, wurde 1977 die erste „REHA-Messe für Rehabilitation“ in Düsseldorf ausgerichtet. Diese kombinierte eine klassische Fachmesse mit einem Diskussionsforen. Im ersten Jahr verzeichnete die Messe bereits rund 118 Aussteller aus 8 Ländern und erreichte 12.812 Besucher.

### Weiterentwicklung
In den folgenden Jahren wurde die Messe in unregelmäßigen Abständen durchgeführt. Aufgrund des stetig steigenden Interesses gingen die Veranstalter ab 1999/2000 zu einem jährlichen Turnus über. Ab 2001 wurde der Name „RehaCare“ eingeführt. Neben Innovationen etwa im Bereich der Mobilität rückte die Messe immer wieder auch soziale Belange in den Fokus.
Die Rehacare wurde Teil einer Serie medizinischer Fachmessen der Messe Düsseldorf. Aufgrund der globalen Coronavirus-Pandemie wurde die Messe in den Jahren 2020 und 2021 ausgesetzt. 2022 fand die Rehacare wieder planmäßig statt.

### Internationalisierung
2021 brachte die Messe Düsseldorf die Rehacare nach Shanghai. Dadurch wollte sie die Inklusion von Menschen mit Behinderung in China fördern. Zudem sollte es eine Rehacare in Moskau geben, der man nach dem Überfall Russlands auf die Ukraine eine Absage erteilte.

## Konzept

### Zielgruppe
Die Rehacare richtet sich an Endverbraucher und Fachbesucher etwa aus Arztpraxen, Krankenhäusern und Kliniken, Pflege- und Seniorenheimen, Rehabilitationseinrichtungen sowie dem Medizin- und Sanitätsfachhandel. Dazu kommen Vertreter von Behörden und Krankenkassen sowie Wohlfahrtsverbänden, Behindertenorganisationen und Selbsthilfegruppen.
Auf der Rehacare wird ein Betreuungsservice für Kinder angeboten.

### Schwerpunkte
Im Mittelpunkt der Rehacare stehen ein selbstbestimmtes Leben und die Teilhabe in den Bereichen Mobilität, Arbeit, Wohnen, Freizeit, Sport, Kultur und Bildung. Hierfür kombinieren die Veranstalter Ausstellungsbereiche mit Themenparks und einem Rahmenprogramm. Letzteres umfasst Seminare, Vorträge und Diskussionen zu sozialen, gesellschaftlichen und politischen Themen.

### Produktspektrum
Auf der Rehacare werden unter anderem standardisierte Alltagshilfen und Pflegehilfsmittel etwa der Orthopädie ausgestellt. Dazu kommen Hightech-Lösungen, darunter altersgerechte Assistenzsysteme auch aus dem Bereich der Robotik. Hilfsmittel für Kinder, Kommunikationsmittel und andere IT-Anwendungen sowie die Umrüstung von Kraftfahrzeugen sind weitere Themen.
Das Beratungs- und Dienstleistungsangebot erstreckt sich beispielsweise auf barrierefreies Bauen und Wohnen, Reisen, die Aus- und Weiterbildung sowie den Arbeitsplatz. Neuerungen und Herausforderungen der medizinischen Versorgung spielen ebenfalls eine große Rolle auf der Rehacare.

## Zahlen
| Messejahr | Aussteller | Länder | Besucherzahl |
| --------- | ---------- | ------ | ------------ |
| 2022      | 691        | 38     | 35.000       |
| 2019      | 751        | 43     | 38.600       |
| 2018      | 967        | 42     | 50.600       |
| 2017      | 780        | 39     | 39.000       |
| 2016      | 916        | 36     | 49.000       |
| 2015      | 754        | 37     | 43.500       |
| 2014      | 902        | 36     | 51.250       |
| 2013      | 749        | 37     | 43.500       |
| 2012      | 851        | 33     | 51.000       |
| 2011      | 747        | 31     | 47.000       |
| 2010      | 801        | 29     | 52.500       |
| 2009      | 706        | 31     | 48.000       |
| 2008      | 758        | 35     | 52.000       |
| 2007      | 808        | 31     | 47.000       |
| 2006      | 820        | 32     | 51.692       |
| 2005      | 862        | 30     | 49.509       |
| 2004      | 802        | 32     | 50.087       |
| 2003      | 811        | 30     | 50.102       |
| 2002      | 745        | 28     | 48.007       |
| 2001      | 860        | 27     | 48.678       |